# Centro Democrático e Social (Espanha)
O Centro Democrático y Social foi um partido político espanhol de ideologia moderada centrista. Foi fundado em 29 de junho de 1982 e dissolvido em 2014.

## História
Foi fundado por um grupo de dissidentes do partido então no poder, a União de Centro Democrático (UCD), liderados por Adolfo Suárez, primeiro-ministro entre junho de 1976 e fevereiro de 1981. O primeiro congresso realiza-se em outubro de 1982, tendo Suárez sido eleito como presidente e, entre outros, Agustín Rodríguez Sahagún, Rafael Calvo Ortega e Manuel Jiménez de Parga para o Comité Nacional.
Ainda em 1982, concorre às eleições gerais, ficando em 7º lugar, com 604 309 votos e 2 lugares no parlamento, Suárez por Madrid e Rodríguez Sahagún por Ávila.
Tendo chegado a ser a 3ª força política em Espanha, com 9,22% dos votos nas eleições de 1986, em 1989 desce para 4º, com 7,89% e em 1993 para 5º, com apenas 1,76% e nenhum deputado eleito.
A partir de 1989, o partido alia-se ao Partido Popular (PP) com o objetivo de tirar do poder o Partido Socialista Operário Espanhol (PSOE). É com esta aliança que Agustín Rodríguez Sahagún é eleito alcaide de Madrid.
A descida eleitoral em 1989 origina tensões internas, que se agudizam a partir de 1991, ano em que Adolfo Suárez se demite após o fracasso nas eleições autonómicas desse ano. Muitas personalidades de relevo abandonam o partido, para militarem no PP, no PSOE, na Convergència i Unió (CiU), ou simplesmente abandonam a política. Em 1992 quase 95% dos militantes das Canárias encontram-se entre os fundadores do Centro Canário Nacionalista, um partido regional. Em Castela e Leão dissidentes fundam a Unidad Regionalista de Castilla y León.
No 6º congresso discute-se a dissolução do partido, que não chega a concretizar-se, o que não significa que a decadência do partido não continue. Em 1995 é criada a União Centrista (UC-CDS), reunindo o CDS a outros pequenos partidos de pouca relevância. A UC-CDS obteria apenas 23 576 votos nas eleições de 2000.
Em 2002, a União Centrista é dissolvida, adotando-se novamente o nome de CDS. Os resultados das eleições de 2004 são igualmente desastrosos, com apenas 34 101 votos. O congresso de novembro de 2005 aprova a integração do CDS no PP.
O nome do partido volta a aparecer nas eleições municipais e autonómicas de 2007 e nas eleições europeias de 2009, onde obteve apenas 10 144 votos (0,06%), tendo sido a 18º força mais votada.

## Resultados eleitorais

### Eleições legislativas
| Data | Votos     | %          |         | Deputados | +/-     | Status            |
| ---- | --------- | ---------- | ------- | --------- | ------- | ----------------- |
| 1982 | 604 309   | 2,9 (6.º)  |         | 2 / 350   |         | Apoio parlamentar |
| 1986 | 1 861 912 | 9,2 (3.º)  | 6,3     | 19 / 350  | 17      | Oposição          |
| 1989 | 1 617 716 | 7,9 (4.º)  | 1,3     | 14 / 350  | 5       | Oposição          |
| 1993 | 414 740   | 1,8 (5.º)  | 6,1     | 0 / 350   | 14      | Extra-parlamentar |
| 1996 | 44 771    | 0,2 (15.º) | 1,6     | 0 / 350   | Estável | Extra-parlamentar |
| 2000 | 23 576    | 0,1 (19.º) | 0,1     | 0 / 350   | Estável | Extra-parlamentar |
| 2004 | 34 101    | 0,1 (19.º) | Estável | 0 / 350   | Estável | Extra-parlamentar |
| 2008 | 1 362     | 0,0 (61.º) | 0,1     | 0 / 350   | Estável | Extra-parlamentar |

### Eleições europeias
| Data | Votos     | %          | +/-     | Deputados | +/-     |
| ---- | --------- | ---------- | ------- | --------- | ------- |
| 1987 | 1 976 093 | 10,3 (3.º) |         | 7 / 60    |         |
| 1989 | 1 133 429 | 7,2 (3.º)  | 3,1     | 5 / 60    | 2       |
| 1994 | 183 418   | 1,0 (7.º)  | 6,2     | 0 / 64    | 5       |
| 1999 | 38 911    | 0,2 (11.º) | 0,8     | 0 / 64    | Estável |
| 2004 | 11 820    | 0,1 (11.º) | 0,1     | 0 / 54    | Estável |
| 2009 | 10 144    | 0,1 (18.º) | Estável | 0 / 54    | Estável |